# Contea di Lhari
Lhari (嘉黎县T) è una contea cinese della prefettura di Nagchu nella Regione Autonoma del Tibet. Il capoluogo è la città di Lhari. Nel 1999 la contea contava 23.694 abitanti.

## Città
- Artsa
- Sangchen
- Lingthil
- Drongyül
- Tsangrog
- Kochung
- Lhari
- Tshora
- Tshome
- Dola
- Dzabbel
- Rongtö
- Sharma
- Tshotö